# Simona Radiș
Simona Radiș, född 5 april 1999, är en rumänsk roddare.

## Karriär
Radiș tog guld tillsammans med Nicoleta-Ancuța Bodnar i dubbelsculler vid olympiska sommarspelen 2020 i Tokyo.
I augusti 2022 vid EM i München tog Radiș och Nicoleta-Ancuța Bodnar guld tillsammans i dubbelsculler. Hon var även en del av Rumäniens lag som tog guld i åtta med styrman. Följande månad vid VM i Račice tog Radiș och Bodnar VM-guld tillsammans i dubbelsculler. Hon var också en del av Rumäniens lag som tog guld i åtta med styrman.
I maj 2023 vid EM i Bled tog Radiș och Nicoleta-Ancuța Bodnar sitt fjärde raka EM-guld tillsammans i dubbelsculler. Hon var också en del av Rumäniens lag som tog guld i åtta med styrman. I september 2023 vid VM i Belgrad tog Radiș och Nicoleta-Ancuța Bodnar sitt andra raka VM-guld i dubbelsculler.
I april 2024 vid EM i Szeged var Radiș en del av Rumäniens lag som tog guld i åtta med styrman samt tog brons tillsammans med Nicoleta-Ancuța Bodnar i dubbelsculler. Vid olympiska sommarspelen 2024 i Paris tog hon silver i dubbelsculler tillsammans med Nicoleta-Ancuța Bodnar samt var en del av Rumäniens lag som tog guld i åtta med styrman.
Vid EM 2025 i Plovdiv tog Radiș guld i tvåa utan styrman tillsammans med Maria-Magdalena Rusu.